# طرخشقون ألاسكي
طرخشقون ألاسكي (باللاتينية: Taraxacum alaskanum) هو نوع نباتي يتبع جنس الطرخشقون من القبيلة الشيكورية.